# Nadia Molek
Nadia Molek (de Jager), slovensko-argentinska antropologija, raziskovalka in predavateljica, 11. oktober 1979, Buenos Aires, Argentina.  
Rodila se je argentinsko-slovenskemu fotografu in etnologu Oskarju Moleku in argentinski slikarki in grafičarki Amalii Pérez Molek. Otroštvo je preživela med Argentino in Slovenijo, kar je globoko zaznamovalo njeno osebno in raziskovalno pot. 
Od leta 2009 do 2020 je raziskovala Slovence v Argentini in njihove potomce. Na to temo je izdala knjigo "Biti Slovenec v Argentini: kompleksnost identifikacijskih procesov argentinskih Slovencev" (Založba ZRC, ZRC SAZU, zbirka Migracije) in druge znanstvene in časopisne članke. 
Deluje na področju migracijskih študij, identitetnih procesov, transnacionalizma, organizacijskih študij in trajnostnega razvoja, s poudarkom na aplikativni antropologiji, trgu dela in visokošolskem izobraževanju. Njeno delo povezuje etnografski pristop, z razumevanjem kompleksnih družbenih pojavov v sodobnih, medkulturno zaznamovanih okoljih. Kot predavateljica in raziskovalka na Fakulteti za organizacijske študije v Novem mestu (FOŠ) razvija in vodi projekte, ki združujejo antropološko znanje in organizacijsko prakso, sodeluje pa tudi v več evropskih projektih s področij digitalne preobrazbe, umetne inteligence, prihodnosti dela in trajnostnega izobraževanja.